# Eleni Artimata
Eleni Artimata (grec. Ελένη Αρτυματά; ur. 16 maja 1986 w Paralimni) – cypryjska lekkoatletka, sprinterka.

## Osiągnięcia
- złoto igrzysk małych państw Europy (sztafeta 4 x 100 m, Valletta 2003), podczas tych zawodów Artimata zajęła także 3. miejsce w biegu na 200 metrów
- 3 złote medale igrzysk małych państw Europy (Andora 2005, bieg na 100 m & bieg na 200 m & sztafeta 4 x 100 m)
- brąz mistrzostw Europy juniorów (bieg na 100 m, Kowno 2005)
- 3 złote medale igrzysk małych państw Europy (Monako 2007, bieg na 100 m & bieg na 200 m & sztafeta 4 x 100 m)
- 3 złote medale igrzysk małych państw Europy (Nikozja 2009, bieg na 100 m & bieg na 200 m & sztafeta 4 x 100 m)
- 1. miejsce podczas II ligi drużynowych mistrzostw Europy (bieg na 200 m, Bańska Bystrzyca 2009), podczas tych samych zawodów Artymata była także druga na 100 metrów
- dwa medale igrzysk śródziemnomorskich (Pescara 2009, bieg na 100 m – brąz & bieg na 200 m – złoto)
- 8. miejsce na mistrzostwach świata (bieg na 200 m, Berlin 2009)
- 1. miejsce w biegu na 200 metrów oraz 2. miejsce w biegu na 100 metrów podczas III ligi drużynowych mistrzostw Europy (Marsa 2010)
- 7. miejsce na Mistrzostwach Europy (Helsinki 2012, bieg na 200 m)
- złoto (bieg na 200 metrów), srebro (sztafeta 4 x 100 m) oraz brąz (bieg na 100 metrów) igrzysk śródziemnomorskich (Mersin 2013)
- 1. miejsce w biegu na 200 metrów podczas III ligi drużynowych mistrzostw Europy (Tbilisi 2014)
- 2. miejsce w biegu na 200 metrów oraz 1. miejsce w sztafecie 4 x 100 m podczas III ligi drużynowych mistrzostw Europy (Stara Zagora 2015)
- 1. miejsce w biegu na 200 metrów, 2. miejsce w biegu na 400 metrów oraz 6. miejsce w sztafecie 4 x 100 m i 9. w biegu rozstawnym 4 x 400 m podczas III ligi drużynowych mistrzostw Europy (Tel Awiw 2017)
- złoto (bieg na 400 metrów) igrzysk śródziemnomorskich (Tarragona 2018)
- 1. miejsce w biegu na 400 metrów i w sztafecie 4 x 100 m II ligi drużynowych mistrzostw Europy (Varaždin 2019)

Reprezentowała Cypr podczas igrzysk olimpijskich (Pekin 2008), gdzie odpadła w ćwierćfinale 200 metrów. Ostatecznie sklasyfikowano ją na 30. pozycji. Cztery lata później, w Londynie, na tym samym dystansie dotarła do półfinału. Podczas igrzysk olimpijskich w Rio de Janeiro (2016) nie awansowała do półfinału biegu na 200 metrów.

## Rekordy życiowe
- bieg na 100 metrów – 11,37 (2009)
- bieg na 200 metrów – 22,61 (2010) rekord Cypru
- bieg na 400 metrów – 50,80 (2021) rekord Cypru

Artimata jest także rekordzistką Cypru w sztafecie 4 x 100 metrów (43,87 w 2016).